# 姚庄回族乡
姚庄回族乡，是中华人民共和国河南省平顶山市郏县下辖的一个乡镇级行政单位。

## 行政区划
姚庄回族乡下辖以下地区：
南三郎庙村、礼拜寺村、小张庄村、小崔庄村、解庄村和姚庄村。

## 中国传统村落
2013年8月，小张庄村被评为第二批中国传统村落。